# Faktor-XI-Mangel
Der Faktor-XI-Mangel ist eine angeborene oder erworbene Gerinnungsstörung, die durch das Fehlen oder einen Mangel an Gerinnungsfaktor XI (Plasma Thromboplasmin Antecedent, Rosenthal-Faktor) verursacht wird. Sie führt zu einer vermehrten Blutungsneigung (hämorrhagische Diathese), so dass es im Vergleich zum Gesunden leichter zu Blutungen kommt. Der angeborene oder hereditäre Faktor-XI-Mangel wird auch als Hämophilie C oder Rosenthal-Syndrom bezeichnet (nicht zu verwechseln mit dem Rosenthal-Klöpfer-Syndrom) und gehört zur Gruppe der Hämophilien.

## Häufigkeit
Beim angeborenen Faktor-XI-Mangel handelt es sich insgesamt um eine sehr seltene Erkrankung. Die weltweite Inzidenz, das heißt die Zahl der Neuerkrankungen pro Jahr, wird auf einen Fall pro eine Million Menschen geschätzt. In jüdischen Bevölkerungsgruppen, insbesondere bei den Ashkenazi-Juden, tritt die Erkrankung wesentlich häufiger auf. Schätzungen zufolge sind 0,2 bis 0,53 Prozent der Ashkenazi-Juden homozygote und 8 bis 9 % heterozygote Merkmalsträger von Genmutationen im Faktor-XI-Gen, so dass der angeborene Faktor-XI-Mangel in dieser Bevölkerungsgruppe eine der häufigsten angeborenen Erkrankungen darstellt.

## Ursache
Der angeborene Faktor-XI-Mangel wird entweder durch Genmutationen im für den Faktor XI kodierenden Gen oder, wesentlich seltener, durch eine vollständige Deletion des Gens verursacht. Der Gendefekt wird autosomal und unregelmäßig rezessiv vererbt. Das Gen ist auf dem langen Arm von Chromosom 4 (q-Arm) lokalisiert. Es sind etwa 150 verschiedene Mutationen dieses Gens bekannt. Die ersten Mutationen wurden 1989 publiziert.

## Klassifikation
Nach der Aktivität von Faktor XI im Blut sowie der genetischen Konstellation können zwei Schweregrade der Erkrankung unterschieden werden. Die normale Aktivität liegt bei 70–150 Prozent (70 bis 150 U/dl).
Beim partiellen Faktor-XI-Mangel liegt die Aktivität von Faktor XI zwischen 20 und 70 Prozent. Die Betroffenen weisen eine heterozygote Mutation des Faktor-XI-Gens auf. Gelegentlich sind die Aktivitätsraten Heterozygoter normal. Beim schweren Faktor-XI-Mangel liegt die Faktor-XI-Aktivität unter 15 Prozent. An dieser Form der Erkrankung leiden Homozygote und Compound-Heterozygote.

## Klinisches Bild
Bei Faktor-XI-Mangel ist die Gefahr von Blutungen insbesondere nach Traumata, das heißt Gewalteinwirkung von Außen, und Unfällen erhöht. Die Faktor-XI-Aktivität korreliert allerdings nur teilweise mit dem Blutungsrisiko. Auch bei schwerem Faktor-XI-Mangel ist das Risiko, Spontanblutungen, Gelenk- (Hämarthros) und Muskeleinblutungen zu entwickeln, im Vergleich zu den klassischen Hämophilien A und B nicht wesentlich erhöht.